# Lost in Paradise
«Lost in Paradise» — третій сингл третього студійного альбому американського гурту Evanescence — «Evanescence». У США пісня вийшла 25 травня 2012.

## Про пісню
«Lost in Paradise» була написана Емі Лі, продюсером виступив Нік Рескулінеш. Пісня була записана в студії Blackbird Studio в Нашвіллі, Теннессі в 2011 році. Під час інтерв'ю для MTV News Емі сказала:
| Ліві лапки | Ця пісня змусила нас кричати. Я люблю її. Коли я писала її, це було щось; вона була чиста, вона була тільки для мене. Я думала, що запишу її удома тільки лише граючи на роялі. | Праві лапки |

Спочатку пісня планувалася Емі Лі як бі-сайд до якого небудь синглу, але в підсумку пісня увійшла в альбом. 22 серпня в студії звукозапису було анонсовано п'ять пісень, «Lost in Paradise» була однією з них.
Композиція являє собою симфонічну рок-баладу, що оповідає про любов Емі Лі до гурту Evanescence. Лі сказала, що після взяття творчої перерви вона багато часу проводила зі своїм чоловіком, але все одно відчувала себе загубленою. У підсумку вона вирішила написати пісню як вибачення перед своїми шанувальниками за довгу відсутність.

## Список пісень
Цифрове завантаження
| #  | Назва                     | Тривалість |
| -- | ------------------------- | ---------- |
| 1. | «Lost in Paradise»        | 4:43       |
| 2. | «Lost in Paradise» (Live) | 5:01       |
| 3. | «My Immortal» (Live)      | 4:25       |

## Чарти
| Чарт (2012)        | Місце |
| ------------------ | ----- |
| Ö3 Austria Top 40  | 71    |
| Canadian Hot 100   | 89    |
| Swiss Music Charts | 39    |
| UK Rock Chart      | 9     |
| UK Singles Chart   | 174   |
| Billboard Hot 100  | 99    |

## Історія релізу
| Країна          | Дата           | Формат               | Лейбл           |
| --------------- | -------------- | -------------------- | --------------- |
| Німеччина       | 25 травня 2012 | Цифрове завантаження | Wind-up Records |
| Австралія       | 25 травня 2012 | Цифрове завантаження | Wind-up Records |
| Австрія         | 25 травня 2012 | Цифрове завантаження | Wind-up Records |
| Бельгія         | 25 травня 2012 | Цифрове завантаження | Wind-up Records |
| Канада          | 25 травня 2012 | Цифрове завантаження | Wind-up Records |
| Данія           | 25 травня 2012 | Цифрове завантаження | Wind-up Records |
| Фінляндія       | 25 травня 2012 | Цифрове завантаження | Wind-up Records |
| Греція          | 25 травня 2012 | Цифрове завантаження | Wind-up Records |
| Ірландія        | 25 травня 2012 | Цифрове завантаження | Wind-up Records |
| Італія          | 25 травня 2012 | Цифрове завантаження | Wind-up Records |
| Люксембург      | 25 травня 2012 | Цифрове завантаження | Wind-up Records |
| Мексика         | 25 травня 2012 | Цифрове завантаження | Wind-up Records |
| Нідерланди      | 25 травня 2012 | Цифрове завантаження | Wind-up Records |
| Норвегія        | 25 травня 2012 | Цифрове завантаження | Wind-up Records |
| Португалія      | 25 травня 2012 | Цифрове завантаження | Wind-up Records |
| Іспанія         | 25 травня 2012 | Цифрове завантаження | Wind-up Records |
| Швеція          | 25 травня 2012 | Цифрове завантаження | Wind-up Records |
| Швейцарія       | 25 травня 2012 | Цифрове завантаження | Wind-up Records |
| Нова Зеландія   | 25 травня 2012 | Цифрове завантаження | Wind-up Records |
| Велика Британія | 27 травня 2012 | Цифрове завантаження | Wind-up Records |
| Франція         | 28 травня 2012 | Цифрове завантаження | Wind-up Records |
| Японія          | 28 травня 2012 | Цифрове завантаження | Wind-up Records |
| Італія          | 8 червня 2012  | Радіо                | Wind-up Records |